# Dasymys alleni
Dasymys alleni là một loài động vật có vú trong họ Chuột, bộ Gặm nhấm. Loài này được Lawrence & Loveridge mô tả năm 1953.